# Эриксон, Сигурд
Сигурд Эмануэль Эриксон (швед. Sigurd Erixon; 26 марта 1888, Сёдерчёпинг — 18 февраля  1968, Стокгольм) — шведский этнограф и музеолог, редактор. 
С 1916 по 1934 год возглавлял исследовательскую группу Музей северных стран «Нордиска Музеет». В 1934–1955 годах был профессором этого музея и Стокгольмского университета. Специалист по европейской этнографии, исследовал шведскую и скандинавскую народную культуру и фольклор, был её теоретиком. 
Основал  и редактировал, среди прочего, этнографические журналы «Народная жизнь» (швед. Folk-Liv), «Европейская этнология» (швед. Ethnologia Europaea), «Лаос» (швед. Laos).
Создал школу, направленную на преодоление разрыва между описательными и теоретическими методами в европейской этнографии. 
Возглавлял объединение европейских этнографов — Международную комиссию народных искусств и традиций (с 1951 с перерывами).
Редактор шведского этнографического атласа «Atlas över Svensk Folkkultur».

## Избранные труды
- Folklig möbelkultur i svenska bygder, (1938)
- Svensk byggnadskultur, (1947)
- Technik und Gemeinschaftsbildungen in schwedischen Traditionsmilieu (1957).